# NGC 7526
NGC 7526 é um asterismo na direção da constelação de Aquarius. O objeto foi descoberto pelo astrônomo William Herschel em 1785, usando um telescópio refletor com abertura de 18,6 polegadas. 